# Rue du Général-Brunet
La rue du Général-Brunet est une voie située dans le quartier d'Amérique du 19e arrondissement de Paris.

## Situation et accès
La rue est située dans le quartier pavillonnaire de la Mouzaïa, de part et d'autre de la place Rhin-et-Danube. Elle est desservie par la ligne de métro 7 bis à la station Danube.

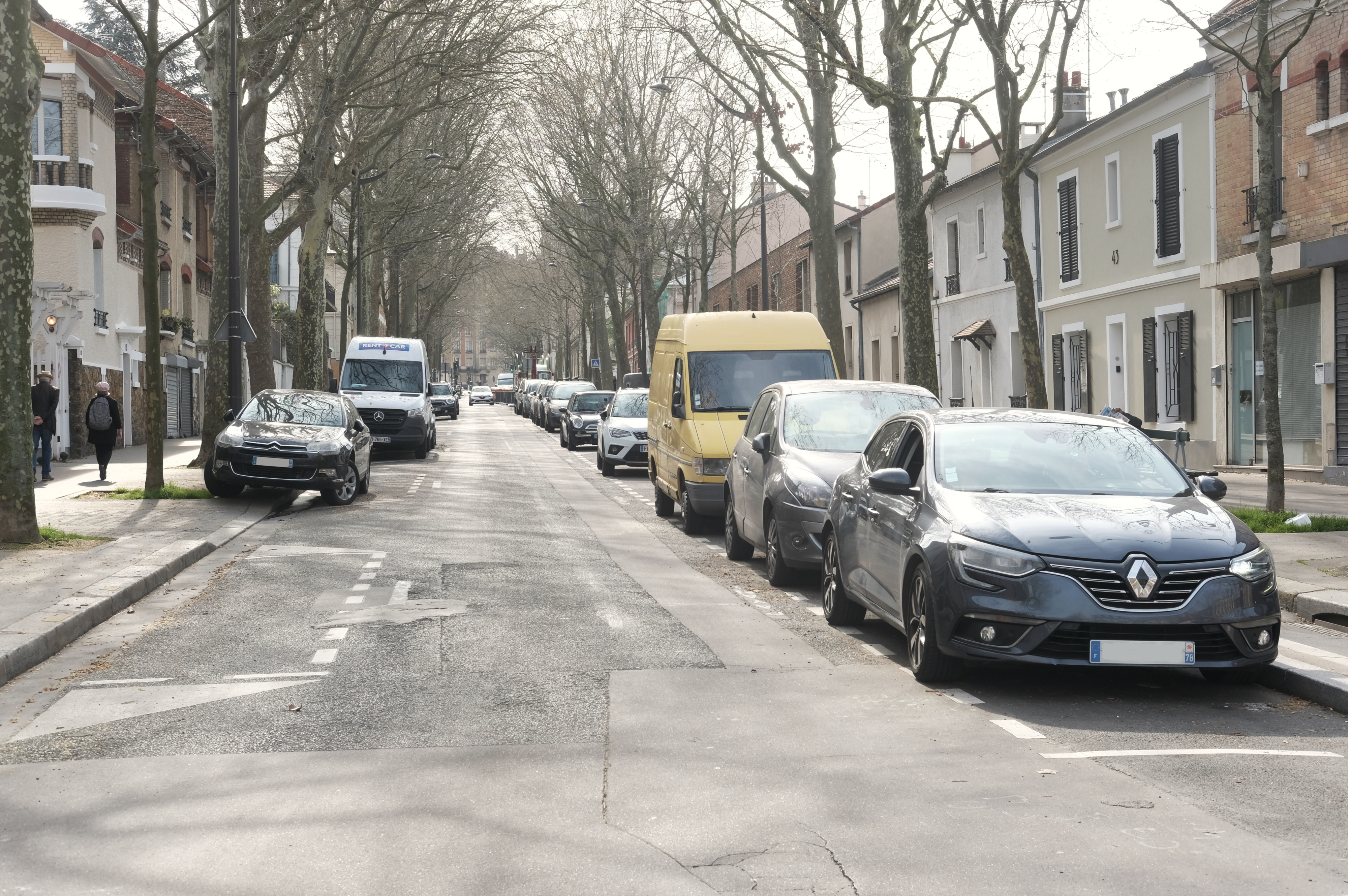
La rue du Général-Brunet vers la rue de Crimée.
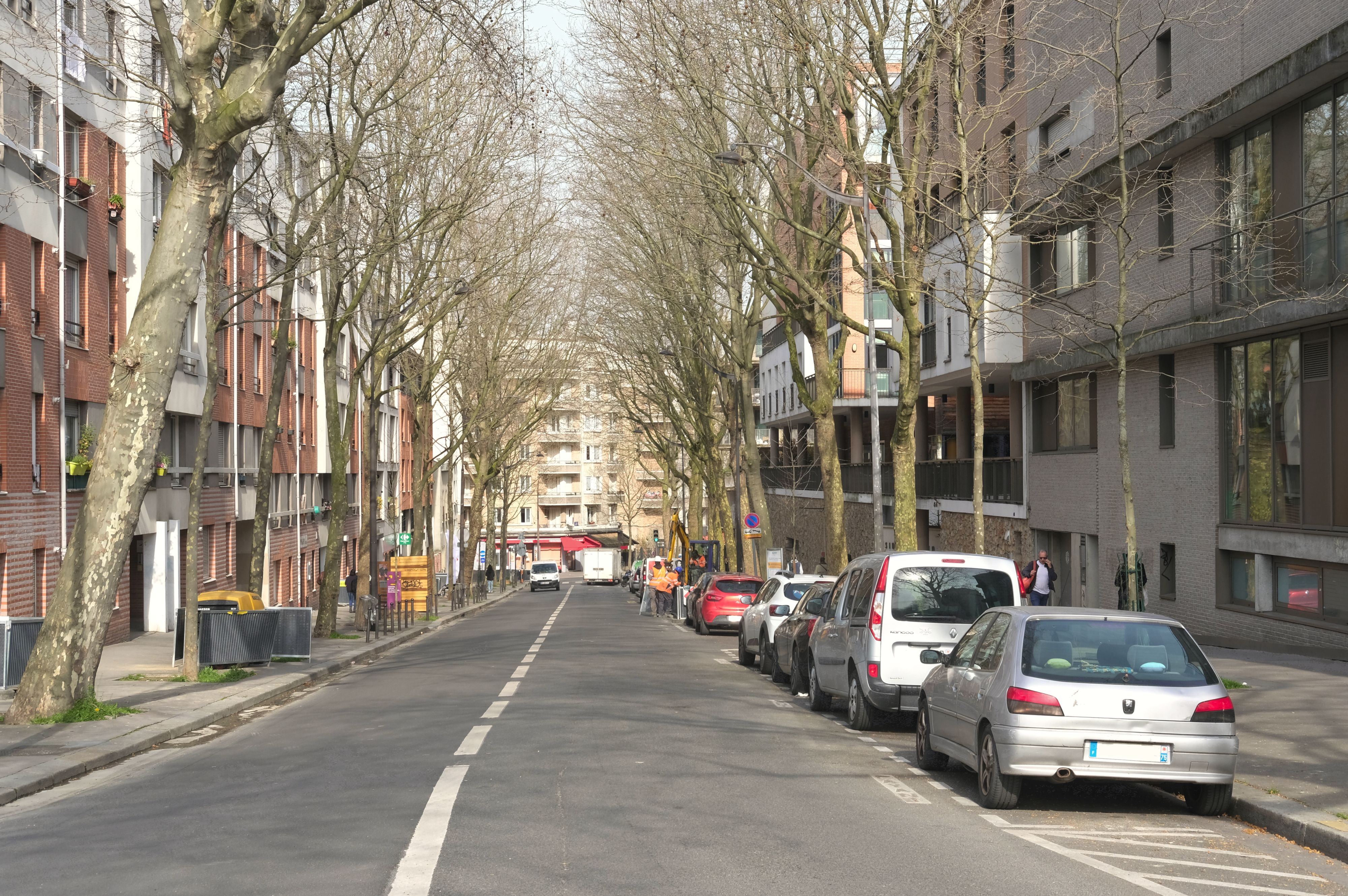
La rue du Général-Brunet vers le boulevard Sérurier.

## Origine du nom
Elle porte le nom du général de division Jean-André Louis Brunet (1803-1855), mort au champ d'honneur en Crimée,.

## Historique
Elle est ouverte en vertu du traité passé le 20 mai 1875 entre la Compagnie des marchés aux chevaux et à fourrages, propriétaire des terrains et la Ville de Paris entre la rue Compans et le boulevard Sérurier et prend le nom de « rue du Général-Brunet » par un décret du 10 novembre 1877.

Lotissement du quartier entre 1861 et 1899
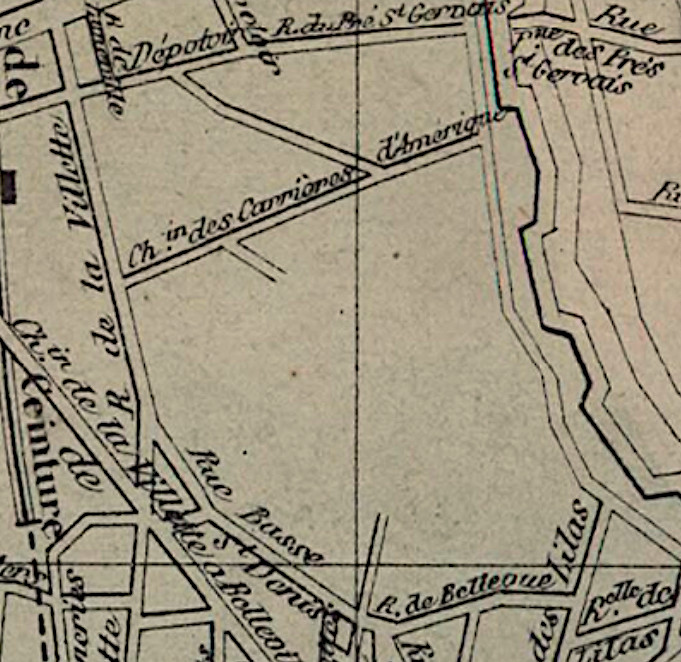
En 1861.
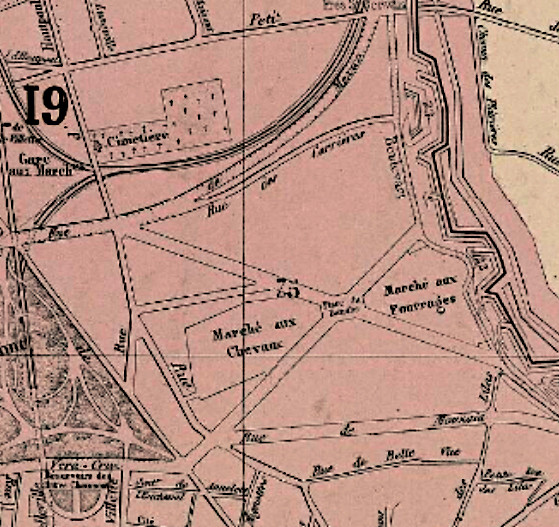
En 1878.
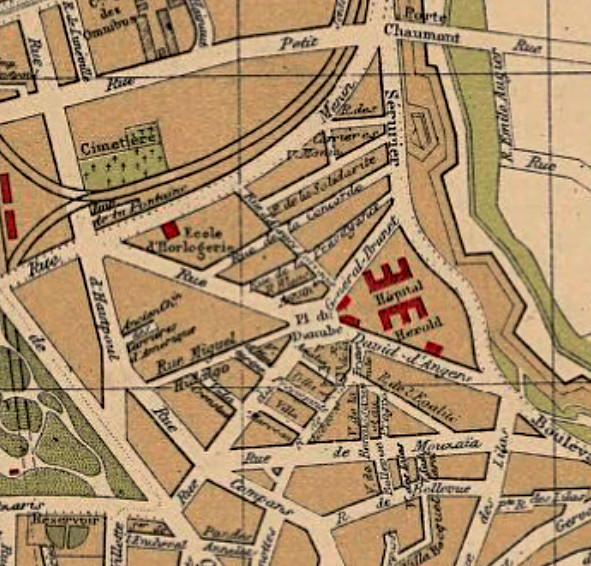
En 1899.

Par un décret du 21 juillet 1879, elle est prolongée entre les rues de Crimée et Compans.

## Bâtiments remarquables et lieux de mémoire
- On trouve le hameau du Danube aux nos 46-48.
- Au no 49 se trouvait autrefois le cinéma Danube Palace. Succédant à un théâtre du début du XXe siècle où avait joué Sarah Bernhardt, il ouvre en 1936. Il compte une salle de 1400 places. Il ferme en 1962. Un nouvel immeuble a été construit à la place[4].